# Baviaans

Gemeindegebiet bis 2016

Wappen der Gemeinde

Die ehemalige Gemeinde (Local Municipality) Baviaans war Teil des Distrikts Sarah Baartman (ehemals Cacadu), Provinz Ostkap in Südafrika. Auf einer Fläche von 7.727 km² lebten 15.321 Einwohner (Stand 2001). Sitz der Gemeindeverwaltung war Willowmore.
Die Gemeinde war benannt nach dem Naturschutzgebiet Baviaanskloof Mega Reserve. Der Begriff Baviaanskloof ist aus den Niederländischen für Pavian und Schlucht (kloof) entlehnt und zusammengesetzt.
In der Region Baviaanskloof kam es im 18. Jahrhundert mit Unterbrechungen zu einigen frühen Missionsaktivitäten der Herrnhuter Brüdergemeine. Im Jahre 1789 griff Bischof Johann Friedrich Reichel in seinem Bericht über die Ostindienmission vor der Synode die Idee einer Revitalisierung des Missionsprojektes am Kap wieder auf. Es kam in dessen Folge im Sommer 1792 zur Entsendung von drei handwerklich ausgebildeten Missionaren nach Kapstadt, die von da weiter nach Baviaanskloof reisten. Diese konnten mit Unterstützung des regionalen VOC-Inspektors Martin Teunessen im März 1793 den Betrieb einer Schule für die dort lebenden San aufnehmen. Politische Einflussnahme aus Holland und der Neid burischer Siedler im Umfeld störten zwischenzeitlich das Projekt. Die Konflikte in Folge der gebildeten Batavischen Republik weiteten sich in der VOC-Kolonie am Kap aus und erreichten 1795 ihren Höhepunkt. Britische Truppen schützten nach ihrer Annexion der Kapregion das Dorf der Herrnhuter. Zu dieser Zeit zogen immer mehr San hierher und die Gemeinde wuchs auf etwa 500 Personen an.
2016 wurde die Gemeinde Teil der neugebildeten Gemeinde Dr Beyers Naudé.

## Städte/Orte
- Steytlerville
- Willowmore